# Lewiston (Maine)
Pour les articles homonymes, voir Lewiston.
Lewiston est une ville américaine située dans l'État du Maine. Elle est la plus grande des villes homonymes et la deuxième ville de l'État de par sa population.

## Géographie
Lewiston est située dans le comté d'Androscoggin et compte plus de 35 000 habitants. Située sur le bord de la Rivière Androscoggin, elle compte plusieurs églises historiques faisant partie du diocèse de Portland, dont Sainte-Croix, Sainte-Famille, Saint-Pierre-et-Saint-Paul, et Saint Mary’s.

## Histoire
Le territoire de Lewiston fut habité autrefois par les Amérindiens Androscoggins, connus sur le nom de Arosaguntacooks. Les Androscoggins formaient une tribu de la nation des Abénakis. Ils ont été chassés de leurs demeures en 1690, durant la guerre du roi Phillip. Ils ont été relocalisés à Saint-François au Québec (Canada), un village détruit par les « Roger’s Rangers » en 1759. La localité s’appelle maintenant Odanak.
En 1770, Lewiston commença avec l’arrivée du premier colon Paul Hildreth. En 1795, Lewiston fut érigé en village. Les débuts furent lents pour Lewiston. Toutefois, vers le milieu des années 1800, son emplacement sur la rivière Androscogging s’avéra être favorable au développement de l’hydroélectricité et de l’industrie.
La population de Lewiston augmenta considérablement au XIXe siècle. En 1849, le chemin de fer arriva à Lewiston. Beaucoup de familles irlandaises immigrèrent dans la ville pour aider à la construction des canaux et des moulins. Durant la Guerre de Sécession, la demande pour le textile fut grande et donna à Lewiston une base économique solide. Au début des années 1870, le chemin de fer reliant la ville au Canada amena un grand nombre de Canadiens pour travailler dans l'industrie du textile. La ville devint alors majoritairement franco-américaine. Les Franco-Américains peuplèrent le centre-ville qui fut nommé « Petit-Canada ». De 1840 à 1890, la population de Lewiston augmenta de 1 801  à   21 701. Durant cette période, en 1863, Lewiston a été incorporée comme ville. Vingt-six pour cent des résidents parlent encore français à la maison.
Le 25 octobre 2023, des fusillades dans un bowling et un restaurant font 18 morts et 13 blessés. Le président Joe Biden, accompagné de la première dame, s'est déplacé à Lewiston sur les lieux de la tuerie le 3 novembre 2023 afin d'apporter soutien et réconfort à la population

## Économie
- Centre médical du Maine
- Boulangerie Country Kitchen
- Centre de distribution Walmart
- Le Journal le Sun
- Diamond Phoenix

## Culture

### Centre d'héritage franco-américain
Le centre d'héritage franco-américain a été ouvert en 2000 dans la paroisse Sainte-Marie. Ce centre des arts de la scène propose des spectacles franco-américains ainsi que des expositions culturelles, telles que Center's Piano ou Celtic Series. La programmation diversifiée du lieu permet d'accueillir des artistes locaux et internationaux. Le Centre organise également des manifestations et fait fonction de musée illustrant le passé franco-américain de la ville. Il expose des objets historiques, propose de la documentation et met à disposition une petite bibliothèque.

## Monuments et patrimoine
- La pierre angulaire de la basilique Saint-Pierre-et-Saint-Paul fut posée en 1872. Les premières mentions de l'église datent de 1899 mais ce fut seulement en 1936 que la basilique fut complétée. Elle fut inscrite au patrimoine national des États-Unis le 14 juillet 1983.
- Gare de Lewiston son bâtiment dû à la Compagnie du Grand Tronc est inscrit au patrimoine.

## Sports
Lewiston a été le théâtre, le 25 mai 1965, du fameux combat revanche entre Mohamed Ali et Sonny Liston. Le combat devait avoir lieu à Boston, mais a été déplacé à Lewiston à la dernière minute à la suite d'un conflit juridique entre le promoteur et l'État du Massachusetts.
La ville a possédé une équipe de hockey sur glace junior, les MAINEacs de Lewiston, évoluant dans la Ligue de hockey junior majeur du Québec. Elle fut fondée en 2003 et dissoute en 2011.

## Personnes célèbres
- William P. Frye, né à Lewiston et maire de la ville en 1866-67
- Erin Andrews, reporteur sportif
- Tony Atlas, lutteur professionnel (H.O.F. M. Atlas)
- Yvon Chouinard, alpiniste et chef d'entreprise, fondateur de la société Patagonia
- Ernie Coombs acteur et scénariste canadien, Ordre du Canada
- Patrick Dempsey, acteur dans la série de télévision Grey's Anatomy
- Joey Gamache, boxeur et champion mi-moyen du monde
- Marsden Hartley, peintre moderne
- Ray LaMontagne, chanteur de folklore et compositeur
- Clarence Joseph LeBlanc, joueur de guitare et membre du groupe The Byrds
- Paul LePage, 74e Gouverneur du Maine
- Frederick Joseph Kinsman, prélat épiscopalien converti au catholicisme.

## Évolution de la population
| Groupe            | Lewiston | Maine | États-Unis |
| ----------------- | -------- | ----- | ---------- |
| Blancs            | 86,6     | 95,2  | 72,4       |
| Afro-Américains   | 8,7      | 1,2   | 12,6       |
| Métis             | 2,6      | 1,6   | 2,9        |
| Asiatiques        | 1,1      | 1,0   | 4,8        |
| Autres            | 0,6      | 0,4   | 6,4        |
| Amérindiens       | 0,4      | 0,7   | 0,9        |
| Total             | 100      | 100   | 100        |
|                   |          |       |            |
| Latino-Américains | 2,0      | 1,3   | 16,7       |

Selon l'American Community Survey, pour la période 2011-2015, 90,13 % de la population âgée de plus de 5 ans déclare parler anglais à la maison, alors que 14,70 % déclare parler le français, 1,55 % l'espagnol et 3,62 % une autre langue.

## Galerie photographique

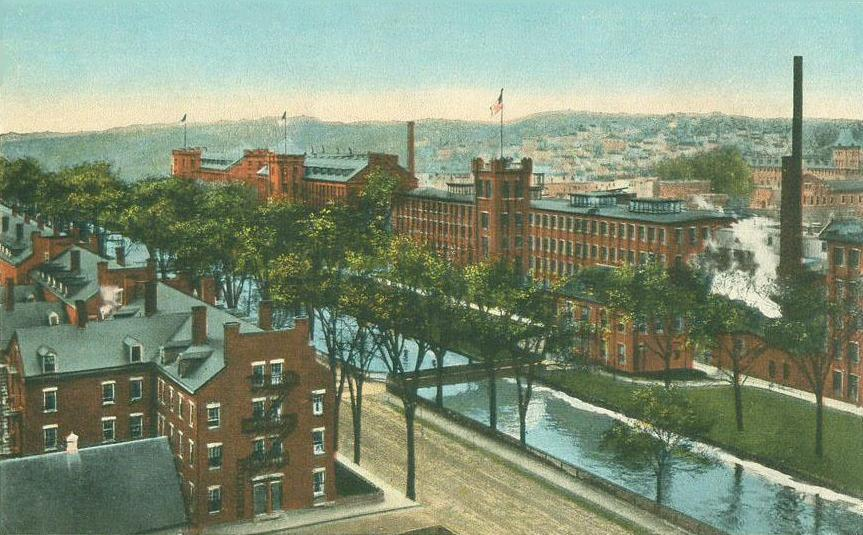
Lewiston en 1915.
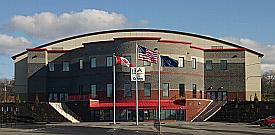
Colisée du hockey de Lewiston.